# Castell (wieża)

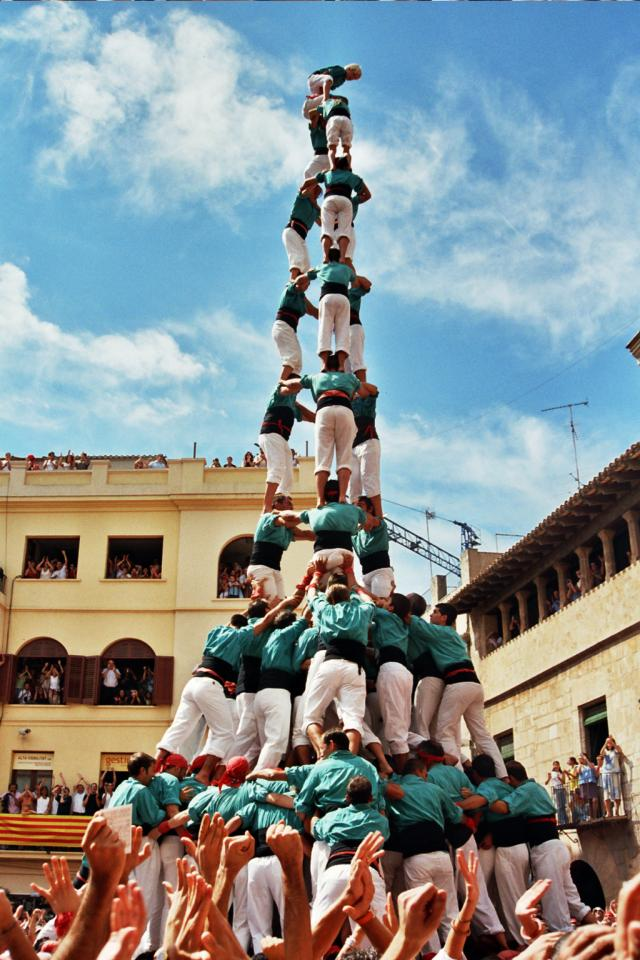
Castell 3 de 10 z folre i manilles

Castell – wieża budowana z ludzi. Jest to zwyczaj wywodzący się z Katalonii, którego początki sięgają XVIII w; jego geneza wiąże się ze zwyczajem Muixeranga z Algemesí. Istnieją wieże (castells) o różnej formie i wysokości dochodzącej do 10 pięter. Zespoły biorące udział w budowie wież to colles castelleres.
W 2010 roku tradycja castell została wpisana na listę niematerialnego dziedzictwa UNESCO.